# Quelles drôles de nuits
Pour plus de détails, voir Fiche technique et Distribution.
Quelles drôles de nuits (titre original : Era lui, sì, sì) est un film italien de Marino Girolami, Marcello Marchesi et Vittorio Metz, sorti en 1951.

## Synopsis
Propriétaire d’un grand magasin, le commendatore "Fernandone", est obsédé par un cauchemar où il rencontre un jeune homme qu’il ne connait pas mais qu’il déteste profondément. Un jour, un certain Walter Milani, docteur en sciences économiques, vient le trouver à la recherche d’un emploi ; il est timide et il a le malheur de ressembler exactement à celui que le commendatore voit dans ses cauchemars. Dès que ce dernier l’aperçoit, il entre en rage et, tout en criant : « C’est lui, c’est lui !!! », il lui ordonne de s’en aller. Son médecin traitant, qui est en même temps son meilleur ami, se trouve au même moment dans son bureau et il lui conseille de regarder la réalité en face : qu’il garde cet homme avec lui dans le grand magasin, qu’il lui donne un travail et son cauchemar disparaitra.
Mais voilà que Grazia, la fille du commendatore, tombe amoureuse de Walter dès qu’elle le voit et, cachant son attirance à son père, elle commence à sortir avec le jeune homme. Walter se voit embauché dans le grand magasin et, en deux jours, il se retrouve directeur général ; malheureusement les cauchemars de Fernando n’en continuent pas moins et, saisi de colère, il tente de tuer Walter. Même Grazia, voyant l’attitude de son père, se détourne de lui, ce qui désespère son amoureux. Le médecin soumet alors le commendatore à une séance de thérapie psychologique, d’où il apparait que la cause de ces cauchemars est un tort aux dépens de Walter ; comme il en est responsable, la seule façon de résoudre son problème est de réparer, de rendre à Walter son poste de directeur et d'implorer son pardon.
Manifestement, Walter ne comprend rien à la situation, se retrouvant balloté à droite et à gauche, tantôt rejeté, tantôt flatté par tout le monde ; n’en pouvant plus, il essaie à la fin de s’échapper mais le personnel tout entier part à sa recherche et le voilà forcé d’affronter la situation. Le commendatore lui rend sa place et va jusqu’à le supplier de lui botter les fesses. La jolie Grazia elle-même change d'avis et décide de l’épouser. Maintenant, enfin, les cauchemars ne pourront plus être qu’un mauvais souvenir.

## Fiche technique
- Titre original : Era lui, sì, sì
- Titre français : Quelles drôles de nuits
- Réalisation : Marino Girolami, Marcello Marchesi et Vittorio Metz
- Scénario : Marcello Marchesi et Vittorio Metz
- Photographie : Tonino Delli Colli et Vincenzo Seratrice
- Montage : Franco Fraticelli
- Musique : Nino Rota
- Pays de production :  Italie
- Format : Noir et blanc - 1,37:1 - Mono
- Genre : Comédie
- Durée : 95 minutes
- Dates de sortie :
  - Italie : 23 novembre 1951
  - France : 24 juin 1953

## Distribution
- Walter Chiari : Walter Milani
- Isa Barzizza : Grazia
- Carlo Campanini : Fernando
- Enrico Viarisio : Furgoni
- Nyta Dover : la femme de Fernando
- Luigi Tosi : Rinaldo

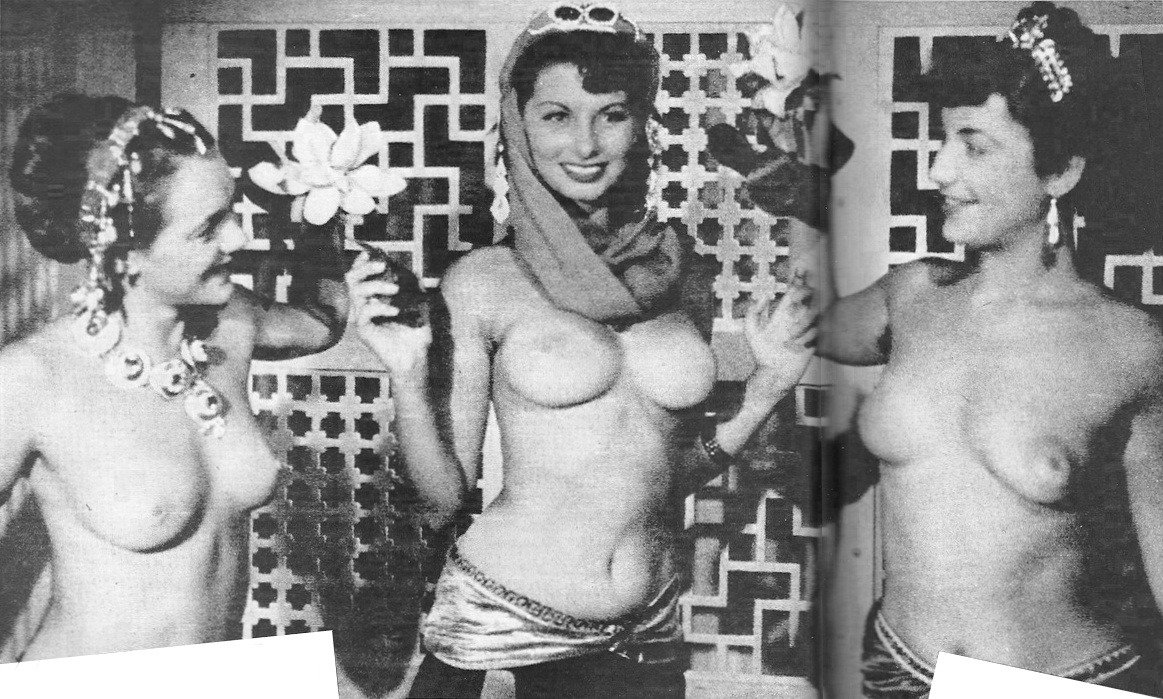
Sophia Loren (au centre) dans la scène du harem.

- Sophia Loren (sous le nom de Sofia Lazzaro) : Odalisca
- Silvana Pampanini : elle-même
- Fanfulla
- Mario Siletti
- Lilia Landi

## Internationalisation
Il existe une version du film, dite « française », qui contient quelques plans plus osés où la future Sophia Loren, âgée de 16 ans à la date du tournage, apparaît seins nus. En effet, la censure était alors moins rigoureuse en France qu'en Italie. C'est pourquoi, lors du tournage de la scène du harem, le réalisateur a demandé aux actrices de faire une prise sans soutien-gorge, spécialement pour la diffusion en France.